# Culham Centre for Fusion Energy
El Culham Center for Fusion Energy (CCFE) és el laboratori nacional d'investigació de la fusió del Regne Unit. Es troba al Culham Science Center, prop de Culham, Oxfordshire, i és el lloc del Joint European Torus (JET), el Mega Ampere Spherical Tokamak (MAST) i el Small Tight Aspect Ratio Tokamak (START), ara tancat.
Antigament conegut com UKAEA Culham, el laboratori va ser rebatejat l'octubre de 2009 com a part dels canvis organitzatius del seu organisme matriu, l'Autoritat d'Energia Atòmica del Regne Unit (UKAEA). Des del 2016, el director és el professor Ian Chapman, i el centre ha treballat per al disseny final detallat d'ITER, així com el treball preparatori en suport de DEMO.
El 2014 es va anunciar que el centre albergaria la nova RACE (Aplicacions remotes en entorns desafiants).

## Centre de Ciències de Culham
El centre ocupa el lloc de l'antic aeròdrom de la Royal Navy RNAS Culham (HMS Hornbill), que va ser transferit a UKAEA el 1960. La UKAEA continua operant el lloc i és el principal inquilí.
A més del CCFE, el centre acull la seu de la UKAEA i acull moltes organitzacions comercials i altres. També és la seu del club de futbol de la lliga dominical Upper Thames Valley JET FC.

## Història
UKAEA va obrir oficialment el Culham Laboratory el 1965, després d'haver traslladat les seves operacions d'investigació de fusió del proper lloc d'investigació de Harwell. Culham també va fusionar les activitats de fusió a Aldermaston i altres ubicacions del Regne Unit per formar un centre nacional d'investigació de fusió. John Adams, que esdevindria director general del CERN, va ser nomenat primer director del laboratori.
Culham va construir gairebé 30 experiments diferents en les seves dues primeres dècades mentre es van provar una varietat de conceptes de fusió; entre ells ones de xoc, màquines de miralls magnètics, estel·lars i levitrons. Durant la dècada de 1970, la investigació es va centrar en la fusió de confinament magnètic mitjançant el dispositiu tokamak, que havia sorgit com el disseny més prometedor per a un futur reactor de fusió. A finals de la dècada de 1960, els científics de Culham ja havien ajudat en el desenvolupament de tokamak utilitzant tècniques de mesurament de dispersió làser per verificar els resultats molt prometedors aconseguits pel dispositiu rus T3. Això va portar a l'adopció del tokamak per la majoria d'establiments de recerca de fusió a nivell internacional. El 1977, després de llargues negociacions, Culham va ser escollit com a lloc per al tokamak Joint European Torus (JET). La construcció va començar el 1978 i es va completar a temps i pressupost, amb el primer plasma el juny de 1983. Des de llavors, la màquina ha establert una sèrie de fites de fusió, inclosa la primera demostració de potència de fusió controlada de deuteri-triti (1991) i la potència de fusió rècord de 16 megawatts (1997). Inicialment, la instal·lació JET estava dirigida per un equip multinacional com una entitat separada al lloc de Culham en virtut de l'acord de l'empresa conjunta JET. No obstant això, des de l'any 2000, UKAEA és responsable del funcionament de JET en nom dels seus socis de recerca europeus, mitjançant un contracte amb la Comissió Europea.
A la dècada de 1980, Culham Laboratory va ser fonamental en el desenvolupament del concepte tokamak esfèric: una versió més compacta del tokamak en què el plasma es manté en un camp magnètic més estret en forma de "poma amb nucli" en lloc de la configuració toroidal convencional. Es creu que això ofereix avantatges potencials en permetre dispositius de fusió més petits i eficients. L'experiment START (Small Tight Aspect Ratio Tokamak) a Culham (1991-1998) va ser el primer tokamak esfèric de mida completa. El seu rendiment impressionant va portar a la construcció d'un dispositiu més gran, MAST (Mega Amp Spherical Tokamak), que va funcionar entre el 2000 i el 2013.